# Verbascum pumiliforme
Verbascum pumiliforme är en flenörtsväxtart som beskrevs av Hub.-mor.. Verbascum pumiliforme ingår i släktet kungsljus, och familjen flenörtsväxter. Inga underarter finns listade i Catalogue of Life.